# Correll (Minnesota)
Correll is een plaats (city) in de Amerikaanse staat Minnesota, en valt bestuurlijk gezien onder Big Stone County.

## Demografie
Bij de volkstelling in 2000 werd het aantal inwoners vastgesteld op 47.
In 2006 is het aantal inwoners door het United States Census Bureau geschat op 45, een daling van 2 (-4,3%).

## Geografie
Volgens het United States Census Bureau beslaat de plaats een oppervlakte van
0,9 km², geheel bestaande uit land. Correll ligt op ongeveer 299 m boven zeeniveau.

## Plaatsen in de nabije omgeving
De onderstaande figuur toont nabijgelegen plaatsen in een straal van 20 km rond Correll.